# 한국사회인검도연맹
한국사회인검도연맹(韓國社會人劍道聯盟, Korea Kumdo Federation for Social Members, KKFSM)은 대한민국의 아마추어 검도를 관할하는 스포츠 행정 기구이다.

## 같이 보기
- 대한검도회
- 한국실업검도연맹
- 한국대학검도연맹
- 한국중고등학교검도연맹
- 한국초등학교검도연맹